# Lešnica (miasto Loznica)
Lešnica (cyr. Лешница) – wieś w Serbii, w okręgu maczwańskim, w mieście Loznica. W 2011 roku liczyła 4276 mieszkańców.